# Improved Combat Vehicle Coveralls

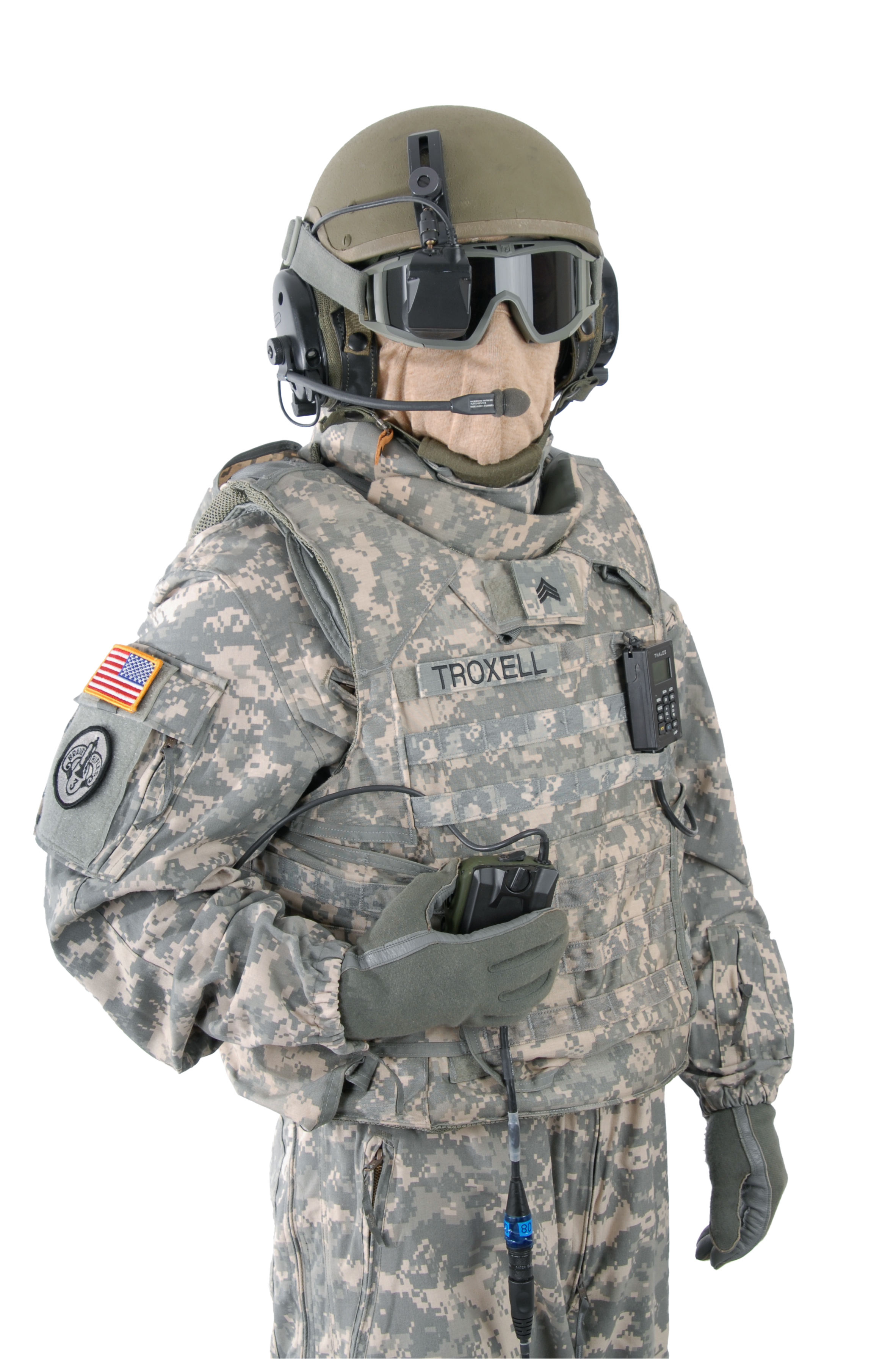
Żołnierz US Army w kombinezonie iCVC oraz Mounted Soldier System

Improved Combat Vehicle Coveralls (iCVC) – kombinezon przeznaczony dla załóg pojazdów opancerzonych i czołgów US Army. Wykonany z materiałów trudnopalnych.
Kombinezony iCVC produkowane są z tkaniny nomexowej w kamuflażu UCP lub MultiCam. Zamykany jest na dwukierunkowy zamek błyskawiczny. Posiada także 11 kieszeni zamykanych zamkami błyskawicznymi. W pasie regulowany za pomocą rzepu.